# العم سامسيك
العم سامسيك (الكورية: 삼식이 삼촌) مسلسل كوري جنوبي من اخراج وكتابة شين يون شيك. وبطولة سونغ كانغ هو في أول مسلسل في مسيرته. صدرت اول 5 حلقات على ديزني+ في 15 مايو 2024.

## القصة
تدور أحداث المسلسل في كوريا فترة الستينيات وهي فترة من الاضطرابات الاجتماعية والسياسية الكبيرة، ويصور الرغبة العاطفية والصداقة بين العم سامسيك الذي "تناول ثلاث وجبات يوميًا حتى أثناء الحرب" و كيم سان الذي ينتمي لطبقة النخبة.

## الممثلون
- سونغ كانغ هو بدور: العم سامسيك
- بيون يو هان بدور: كيم سان
- لي كيو هيونغ بدور: كانغ سيونغ مين
- جين كي جو بدور: جو يون جين
- سيو هيون وو بدور: جونغ هان مين
- تيفاني هوانغ

## روابط خارجية
- العم سامسيك على موقع IMDb (الإنجليزية)
- العم سامسيك على موقع روتن توميتوز (الإنجليزية)
- العم سامسيك على موقع فيلمافينيتي (الإسبانية)
- العم سامسيك على موقع ألو سيني (الفرنسية)
- العم سامسيك على موقع قاعدة بيانات الفيلم (الإنجليزية)